# Pildammstornet

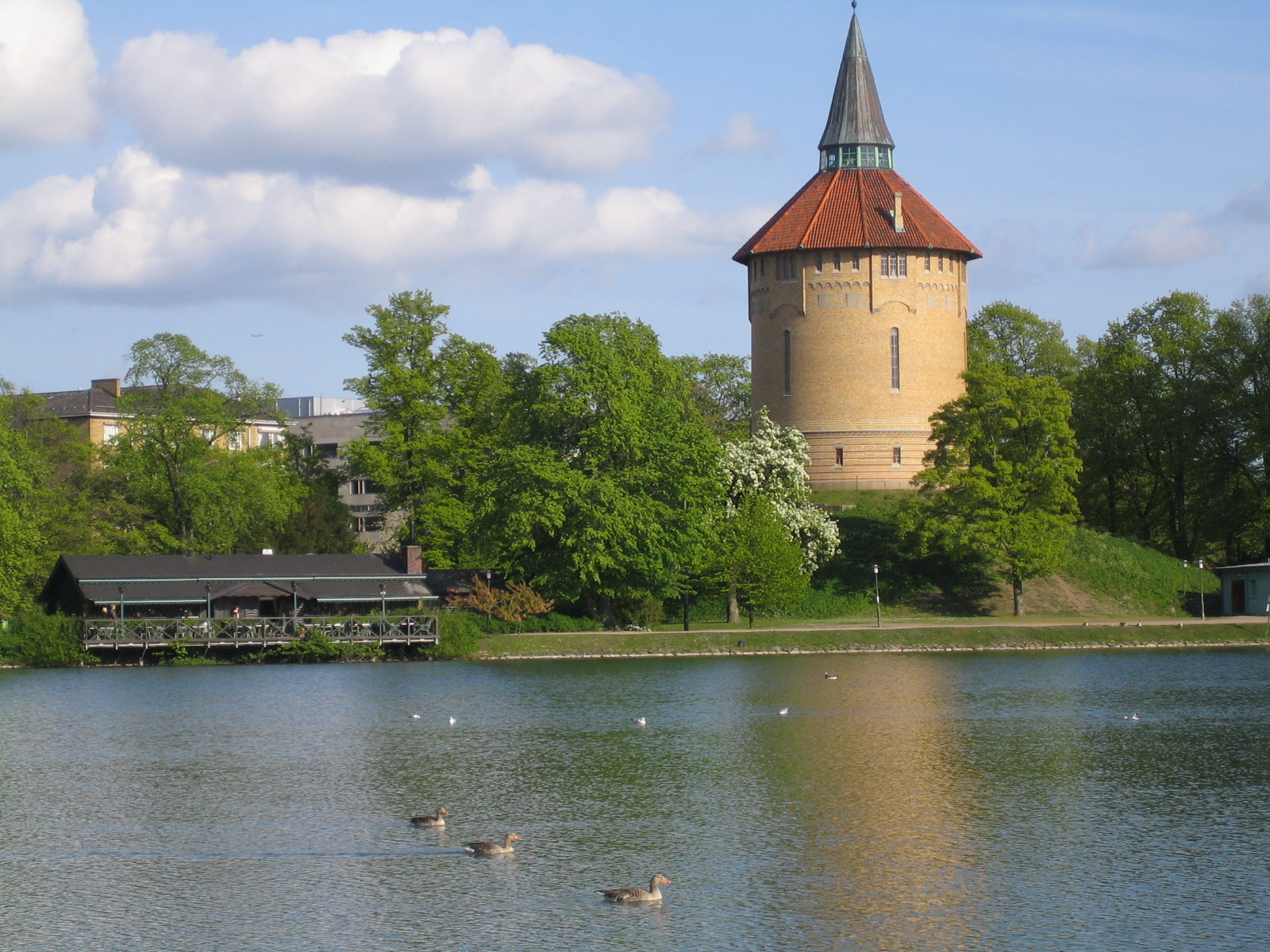
Pildammstornet.

Pildammstornet vid Pildammarna i Malmö uppfördes som vattentorn 1902–1903. Det var dock klart underdimensionerat och togs ur bruk redan 1916, då det ersattes av det nya Södervärnstornet.

## Historik

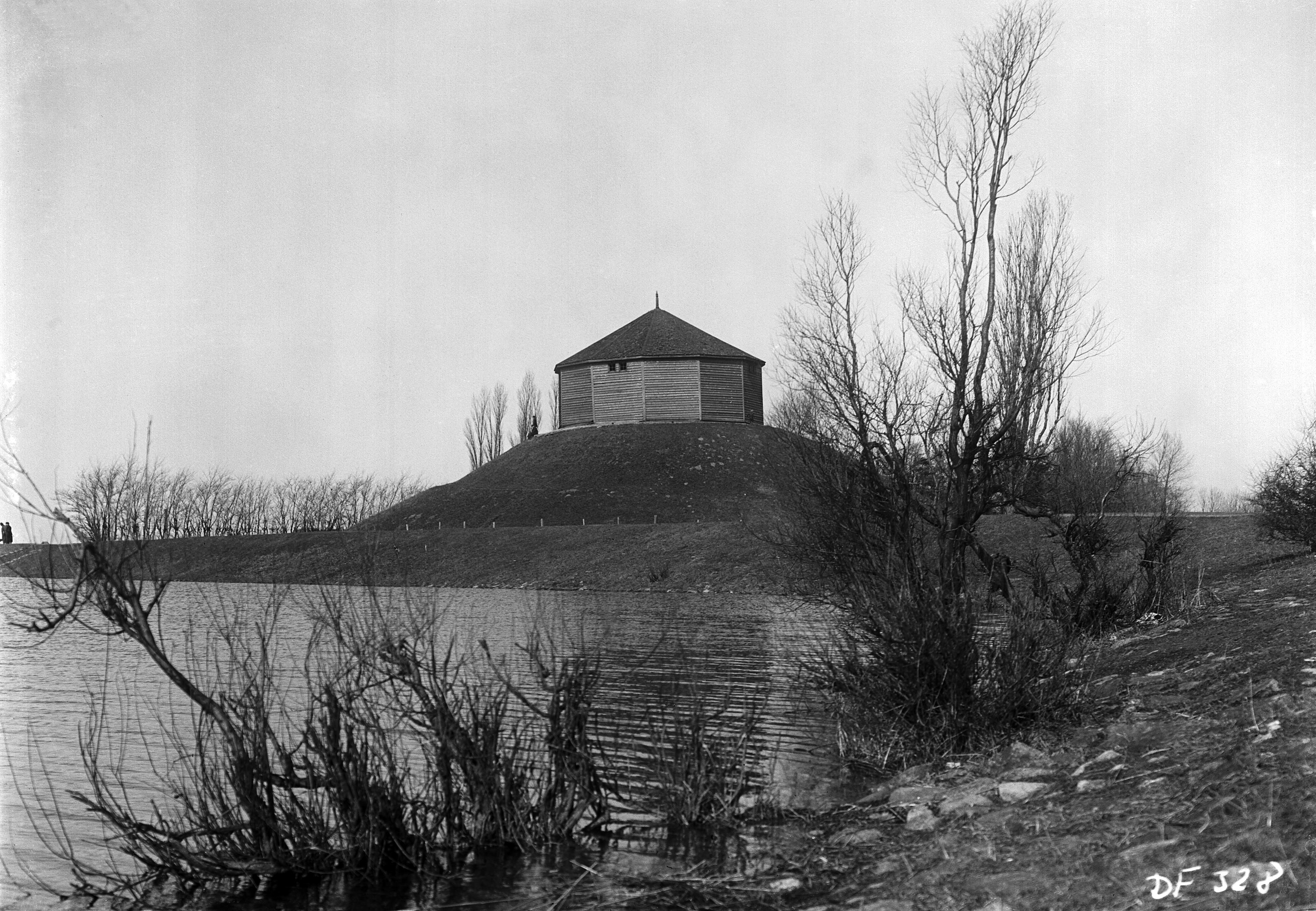
Vattenreservoar i trä vid Pildammarna. Ca 1900.

Pihjldammen i Malmö anlades i slutet av 1600-talet för att tjäna som vattentäkt för staden. Vattnet leddes därifrån två kilometer till en brunn på Stortorget i centrum. På 1800-talet byggdes en filteranläggning vid dammen varifrån det renade vattnet pumpades till en mindre reservoar i trä placerad ovanpå en konstgjord kulle öster om Pildammarna. Behovet av vatten ökade snabbt i den växande staden. 1879 togs ett vattentorn på Kirseberg i bruk, men det visade sig snart att tornet inte klarade av att hålla jämnt tryck i hela staden. Det kompletterades därför 1903 av ett nytt torn, Pildammstornet, ritat av Harald Boklund. Tornet byggdes på kullen där träreservoaren stått. Vattnet kom nu inte längre från Pildammarna utan från det nya vattenverket vid Bulltofta, som fick sitt vatten från Alnarpsströmmen. Tornet var direkt förbundet med Kirsebergstornet och hade samma högvattenyta, 31 m över havets medelvattenyta. 
Även det nya tornet visade sig nästan genast vara otillräckligt. Vattentrycket räckte inte till att fylla nyinstallerade toaletters vattenbehållare på högre belägna våningsplan och stadens brandchef påtalade att trycket inte räckte för bränder i höga byggnader. Cisternen i tornet var också alldeles för liten. 300-400 kubikmeter vatten fylldes på under natten, men tömdes sedan på några timmar. Lösningen blev att bygga ett helt nytt vattentorn, Södervärnstornet, som togs i bruk 1916. Samtidigt lade man ner både Kirsebergstornet och Pildammstornet. Södervärnstornet användes sedan ända till 2015.

Sedan Pildammstornet avställdes 1916 har det i stort sett saknat praktisk användning. Byggnaden är svår att nyttja stadigvarande utan stora investeringar. Bland annat saknar den vatten, avlopp och värme. Malmö friluftsteater bjöd sommartid på teaterföreställningar nedanför tornet 1914-1953 med publiken sittande på kullen. När Erik Bülow-Hübe på 1920-talet planerade Pildammsparken enligt tidens klassicistiska ideal med långa siktsträckor, tog han tornet som utgångspunkt för en av parkens huvudaxlar.

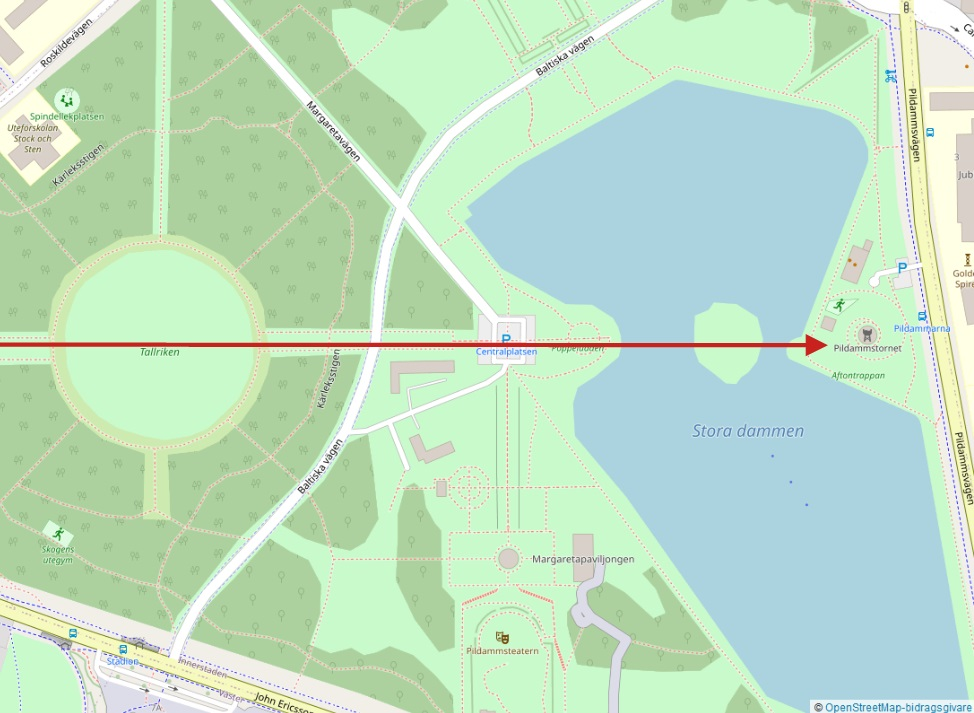
Siktlinje/huvudaxel genom Pildammsparken i Malmö från Tallriken i väster till Pildammstornet i öster.
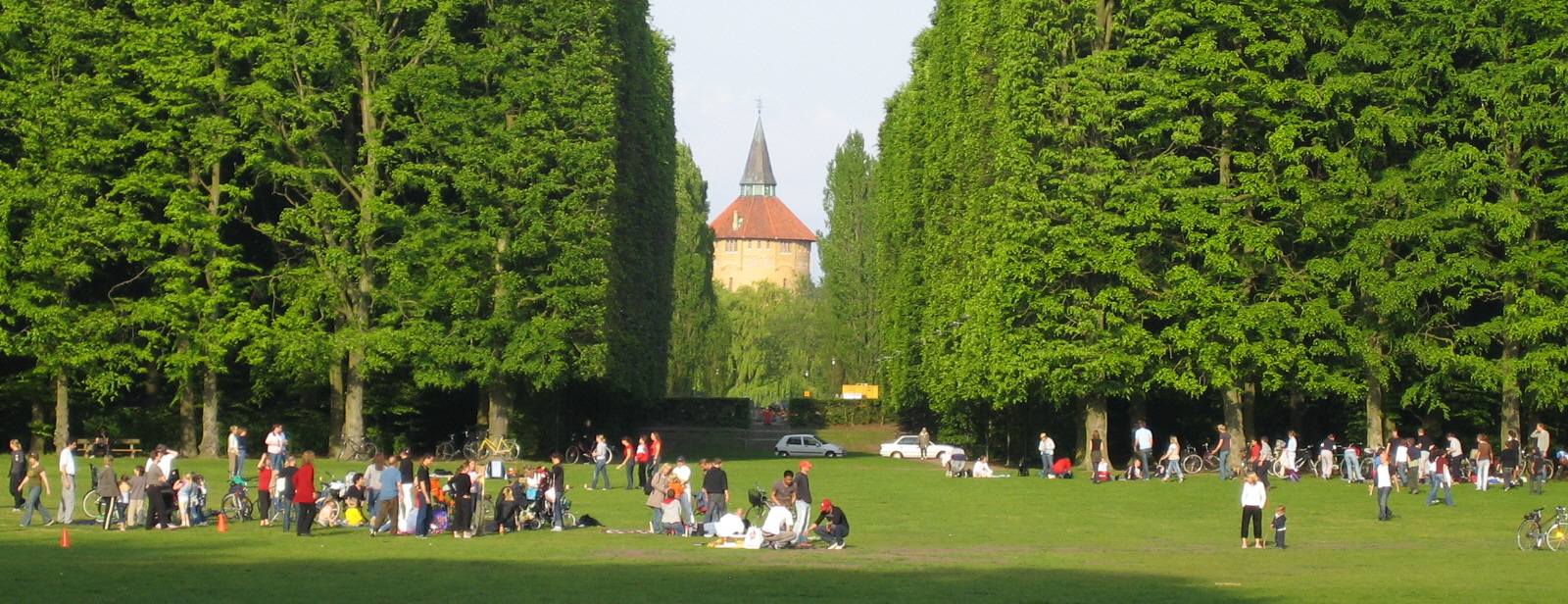
Tallriken med utsikt mot Pildammstornet

På 1990-talet och 2010-talet användes det sommartid för konstutställningar.

## Beskrivning

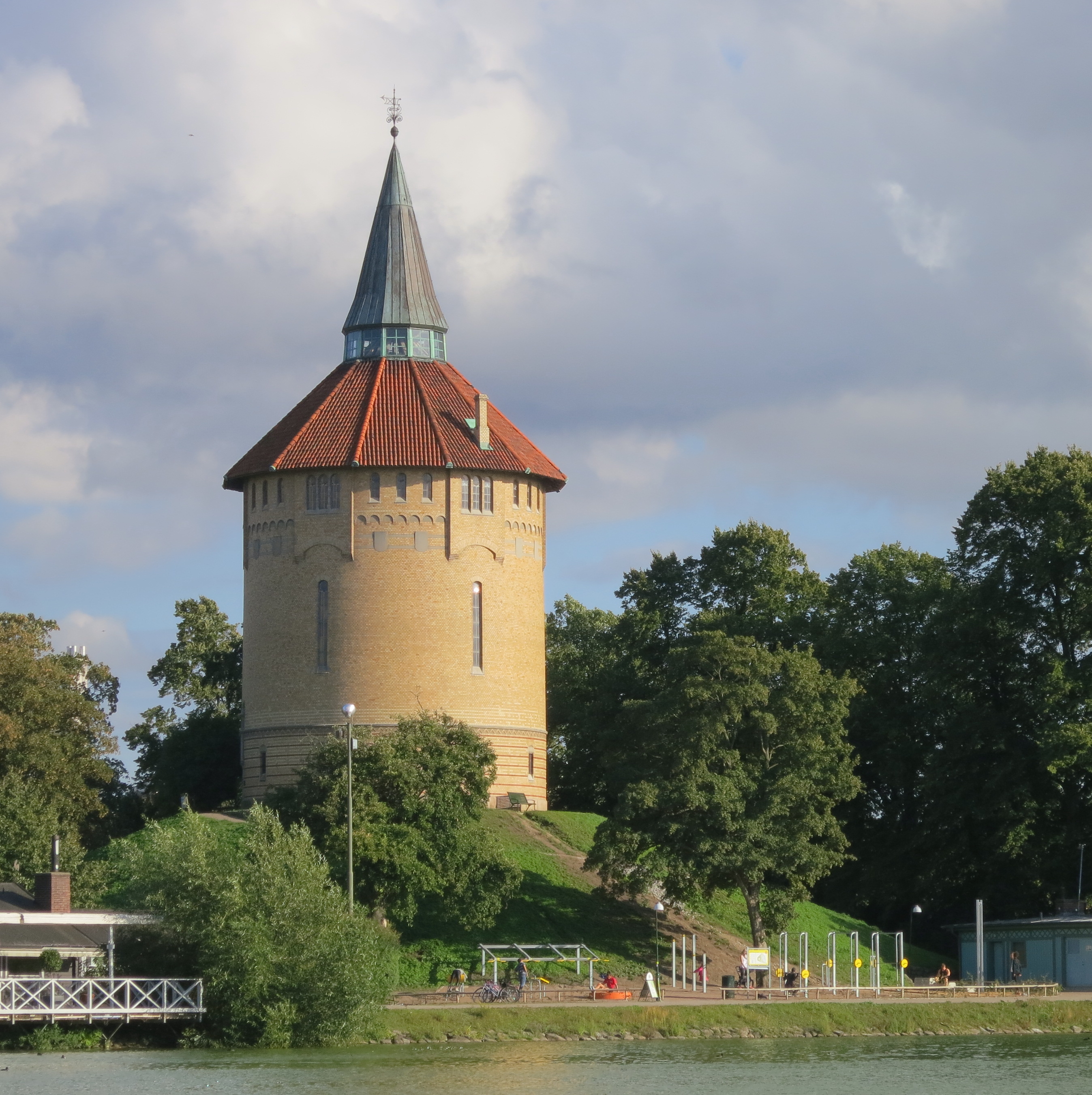
Pildammstornet

Pildammstornet har fasad av gul förbländertegel, på nederdelen med röda horisontella band. Ovanför ingången står texten ”VATTENTORN” inhugget i jugendstil. Även vindflöjeln har jugendkaraktär. Tornet anspelar också på medeltida byggnader, något som var vanligt vid tiden för förra sekelskiftet. Bebyggelsehistorikern Henrik Ranby liknar det vid Bjernede medeltidskyrka i Danmark. Under taket finns ett med rundbågefris utkragat skytteloft. Det röda taket med munk- och nunnetegel kröns av en lanternin med spetsig kopparhuv och vindflöjel. Invändigt finns tjocka tegelpelare som bär upp ett valv högst upp i tornet. En smal trätrappa leder upp till en vattencistern som vilar ovanpå valvet. Behållaren är 3,6 m djup och rymmer 400 m3 (eller 315 m3, uppgifterna varierar mellan olika källor).